# قائمة بمواقع ليسوع

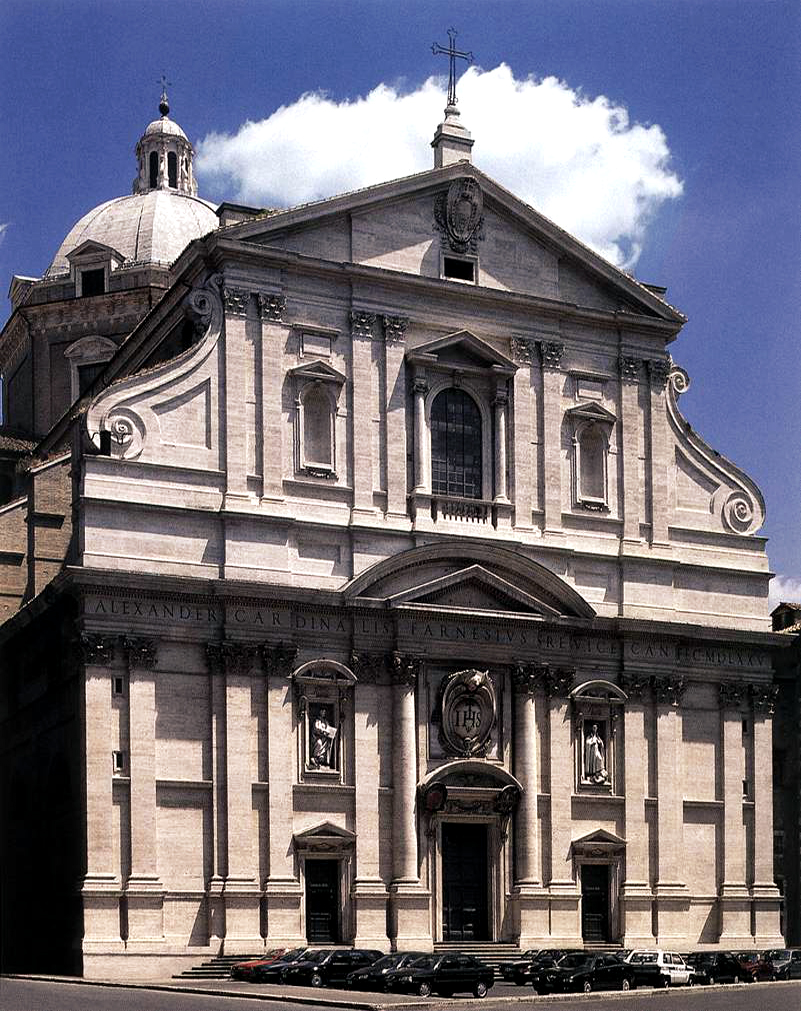
كنيسة جيسو، الكنيسة الأم لجمعية يسوع في روما

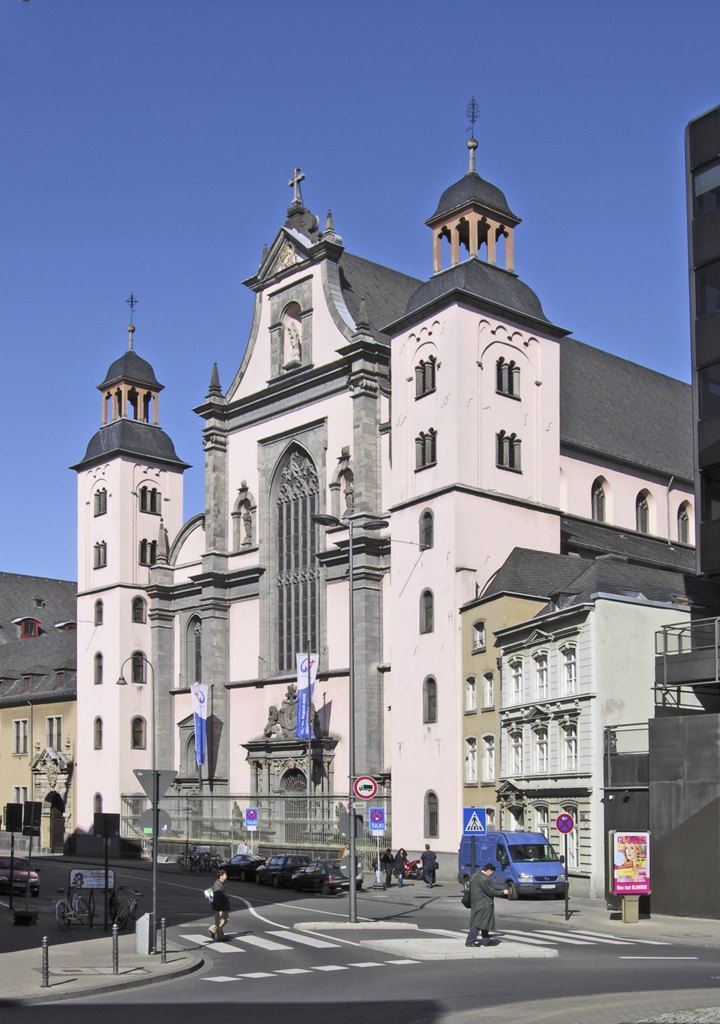
كنيسة الكلية (سانت ماري هيملفارت)، كولونيا

تتضمن هذه القائمة غير الشاملة المباني والمرافق والمؤسسات السابقة والحالية المرتبطة بجمعية يسوع. في كل بلد، يتم سرد المواقع حسب الترتيب الزمني لبدء جمعية اليسوعيين.
تمت إدارة جميع هذه المواقع تقريبًا أو صيانتها من قبل اليسوعيين في وقت ما منذ تأسيس الجمعية في القرن السادس عشر، مع الإشارة إلى الفترة ذات الصلة بين قوسين. بنى اليسوعيون العديد من الكليات والكنائس الجديدة على مر القرون، والتي يشير تاريخ البدء إليها بشكل عام إلى بداية المشروع (على سبيل المثال دعوة أو منحة من حاكم محلي) بدلاً من افتتاح المؤسسة الذي حدث غالبًا بعد عدة سنوات. كما استولى اليسوعيون أحيانًا على مؤسسة و / أو مبنى موجود مسبقًا، على سبيل المثال عدد من الأديرة في العصور الوسطى في الإمبراطورية الرومانية المقدسة.
في الربع الثالث من القرن الثامن عشر، أدى قمع جمعية يسوع إلى إنهاء الوجود اليسوعي بشكل مفاجئ في جميع المرافق التي كانت موجودة في ذلك الوقت تقريبًا. ومع ذلك، واصل العديد من هؤلاء مهمتهم التعليمية تحت إدارة مختلفة؛ في الحالات التي انتقلوا فيها إلى أماكن مختلفة عن تلك التي يديرها اليسوعيون، فإن موقع اليسوعيين مذكور في القائمة كمقدمة للمؤسسة اللاحقة. خارج روما، تختلف المواقع التي يديرها اليسوعيون منذ أوائل القرن التاسع عشر بشكل عام عن تلك التي كانت موجودة قبل قمع القرن الثامن عشر. أدت حلقات طرد اليسوعيين اللاحقة أيضًا إلى إنهاء مشاركتهم في عدد من المؤسسات، على سبيل المثال في روسيا عام 1820، وأجزاء من إيطاليا عدة مرات خلال القرن التاسع عشر، وسويسرا عام 1847، وألمانيا عام 1872، والبرتغال عام 1910، والصين بعد عام 1949، كوبا عام 1961 أو هايتي عام 1964.
يستخدم التخصيص الإقليمي عبر البلدان الحدود المعاصرة، والتي غالبًا ما تختلف عن الحدود التاريخية. هناك استثناء لروما تم تسليط الضوء عليه في البداية. وبالمثل ولأغراض التبسيط، لم يتم ذكر سوى أسماء الأماكن الحديثة، مكتوبة كما هو الحال في صفحة ويكيبيديا الرئيسية باللغة الإنجليزية، حتى في الحالات التي لم يتم فيها استخدام هذه الأسماء الحديثة أبدًا خلال فترة مشاركة اليسوعيين المحليين.

## أفريقيا

### مصر
- مدرسة العائلة المقدسة في القاهرة (منذ 1879)
- المركز الثقافي اليسوعي بالإسكندرية (منذ 1953) [1]